# Gorg del molí d'en Puigverd
El Gorg del molí d'en Puigverd és una zona humida formada per un conjunt de dues basses -la bassa del molí i un gorg natural- i una zona boscosa constituïda per una freixeneda inundable.
A la freixeneda, junt amb el freixe de fulla petita (Fraxinus angustifolia) hi són abundants també l'om (Ulmus minor) i d'altres espècies herbàcies, com el lliri groc (Iris pseudacorus). A les dues basses, a més d'un bosc de ribera bastant discontinu, format per alguns oms i salzes, es desenvolupa un cinyell helofític bastant extens, format per canyissars i bogars. S'hi ha citat també Sparganium erectum, Carex vulpina, Scirpus holoschoenus, Myosotis scorpioides tuxeniana, Polygonum amphibium, Callitriche stagnalis, Lemna gibba, L. minor, Chara globularis, etc.
Pel que fa als hàbitats d'interès comunitari, a la zona es pot identificar la presència de l'hàbitat 92A0 "Alberedes, salzedes i altres boscos de ribera". Al voltant de la bassa oriental hi ha un petit itinerari amb bancs i, dins de la freixeneda, s'hi ha instal·lat algunes passeres de fusta per travessar els recs existents.
Inicialment, les zones "Estany de Bancells", "Estany de Mas Mateu", "Bosc de mas Julià", "Pla de Can Golba" i "Gorg del molí d'en Puigverd" formaven part d'una única zona humida (de codi 1590500) que posteriorment s'ha subdividit en diferents zones humides, ja que estan molt allunyades les unes de les altres, fins i tot a comarques diferents.